# Kate Haywood
Kate Haywood (Grimsby, 1º aprile 1987) è un'ex nuotatrice britannica.
Specializzata nella rana, ha vinto la medaglia d'oro nella staffetta 4 × 100 m misti agli Europei 2008 di Eindhoven, migliorando il record europeo della distanza.

## Palmarès
- Mondiali in vasca corta

Manchester 2008: argento nei 50 m rana e bronzo nella 4 × 100 m misti.
- Europei

Budapest 2006: argento nei 50 m rana.
Eindhoven 2008: oro nella 4 × 100 m misti.
Budapest 2010: oro nella 4 × 100 m misti e argento nei 50 m rana.
- Europei in vasca corta

Vienna 2004: bronzo nei 50 m rana.
Helsinki 2006: argento nei 50 m rana e bronzo nella 4 × 50 m misti.
- Giochi del Commonwealth

Manchester 2002: bronzo nella 4 × 100 m misti.
Melbourne 2006: argento nella 4 × 100 m misti.
Delhi 2010: argento nella 4 × 100 m misti, bronzo nei 50 m rana e nei 100 m rana.
- Europei giovanili

Linz 2002: oro nei 50 m rana e bronzo nei 100 m rana.
Glasgow 2003: oro nei 50 m rana e argento nei 100 m rana.